# SHVホールディングス
SHVホールディングス（英語: SHV Holdings NV）は、オランダユトレヒトに本部を置く同国最大の同族経営企業である総合商社。交通、小売、石油、石炭、ガス、食品、金融など多種多様な事業を手掛け、1896年の設立以来オランダ最大の財閥一族であるフェンテナー・フォン・フリシンゲン家によって所有されている。

## 歴史
2014年10月、オランダの肥料・飼料メーカー最王手のニュートレコを27億ユーロ、現金払いで買収することに合意。翌2015年4月に完了。

## 主な子会社
- SHVエネルギー - 液化石油ガス
- マクロ - 食品および消費者製品の小売
- Dyas - 石油・ガスなどのエネルギー製品
- マムート - 世界最大の重機オペレーション企業
- NPMキャピタル - プライベート・エクイティ
- ニュートレコ - 肥料・飼料メーカー